# Житомирська спеціальна загальноосвітня школа-інтернат
Житомирська спеціальна школа Житомирської обласної ради — загальноосвітній навчальний заклад Житомирської обласної ради.

## Історія школи-інтернату
Історія навчального закладу  бере початок з 18 століття. На частині території жіночого монастиря, яка називалась «Дівоче поле», було засновано сирітський притулок. При притулку  функціонувала домова церква, названа на честь Віри, Надії, Любові та їх матері Софії. В одному з класів школи збереглася фреска тих часів – Розп'яття Ісуса Христа. 
У 1907 році у цій церкві був хрещений Сергій Корольов, видатний авіаконструктор та вчений, конструктор космічних кораблів. У 2007 році на честь цієї події була відкрито меморіальну дошку.
У 1920 році заклад був перетворений на дитячу комуну "Дитяча хата ім.Щорса".
Після Великої Вітчизняної війни заклад перетворився на спеціальний дитячий будинок для дітей загиблих воїнів.
23 квітня 1959 року на базі дитячого будинку була створена школа-інтернат для розумово слабких дітей.
За радянський часів інтернат був базовою експериментальною школою для студентів та викладачів дефектологічного факультету Київського державного педагогічного інституту імені Драгоманова.

## Сьогодення школи-інтернату
В школі-інтернаті, щорічно в середньому навчаються 220 дітей. В школі навчаються діти з особливими освітніми потребами за програмою загальноосвітньої школи. По закінченні школи діти отримують свідоцтво установленого зразка. Крім загальноосвітніх предметів, діти проходять трудове навчання за профілями: швейна, столярна, штукатурно-малярна та будівельна справа.
Переважна більшість випускників школи продовжує навчання в професійно-технічних навчальних закладах, де оволодівають професіями: швачка, штукатур, маляр, лицювальник, муляр, столяр та іншими.
Навчально-виховний процес у школі спрямований на максимальний розвиток дитини, корекцію її вад. Наповнюваність класів-груп – 12 чоловік. Це дає можливість вчителям, вихователям більше уваги приділяти кожній дитині індивідуально.  

## Досягнення
Учні школи є призерами обласних фестивалів, спартакіад, олімпіад з трудового навчання.  

## Адреса навчального закладу
- Адреса школи: м. Житомир,, вул. Синельниківська, 12